# Depal Khortsen
Depal Khortsen (tibétain : ཨིདེ་དཔལ་ཁོར་བཙན, Wylie : (lde?) dPal 'khor btsan, THL : Depal Khortsen), parfois Pel Khortsen né à 'Phangs-mda', dans la vallée du Yarlung est un roi du Tibet de l'ère de la fragmentation, petit-fils de Langdarma, dernier empereur de l'Empire du Tibet et fils d'Ösung et de Cog-robza' rGyal-mo-legs (or rJe-legs), à qui il succède sur le trône, de 870 à 900.

## Biographie
Il monte sur le trône à l'age de 13 ans pour environ 18 ans et meurt à l'âge de 30 ou 31 ans.
Comme son père, il règne sur une région au sud du (Yarlung-)Tsangpo (Haut-Brahmapoutre) et une de ses résidence est située à Gyantsé.
Il construit des temples bouddhistes et se fait assassiner par ses sujets.
Dans des textes plus anciens, il est décrit comme obtus, se querellant avec les officiers et les nobles, et opposé au bouddhisme est assassiné en 910. Il a pour fils Karshi Tsekpapal (tibétain : བཀར་ཤིས་རྩེགས་པ་དཔལ, Wylie : bK.ra-shis-rtsegs-pa-dpal, THL : Karshi Tsekpapal) et son plus jeune fils Khri-skyid-lding, appelé  Kyide Nyimagon ( Wylie : sKyid-lde Nyi-ma-mgon), qui fuient l'agitation lors de son assassinat.
Kyide Nyimagon part à l'Ouest du Ngari où il établit le royaume de Ngari Korsum.